# Kalvarienberg von Louisfert

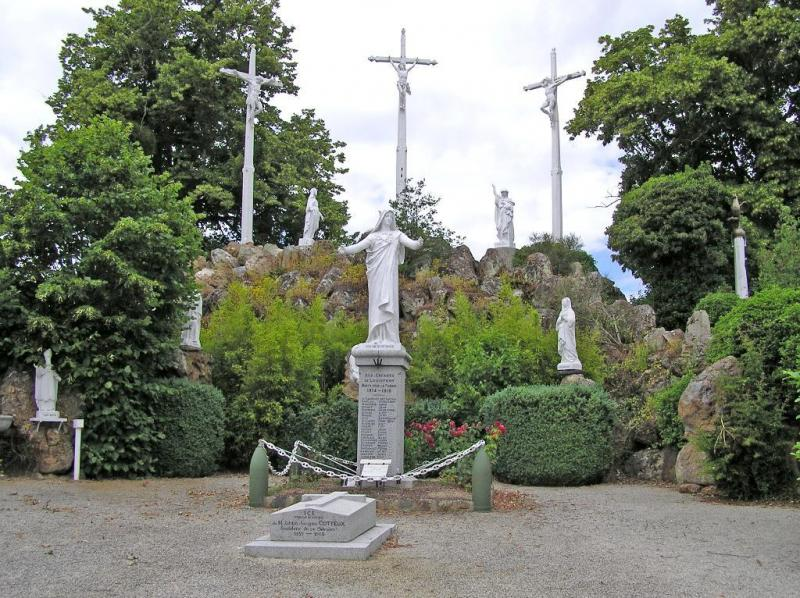
Kalvarienberg von Louisfert

Der Kalvarienberg von Louisfert (französisch Calvaire mégalithique de Louisfert)  im Département Loire-Atlantique, in Frankreich wurde im 19. Jahrhundert erbaut, indem 28 erkennbare Megalithen (Menhire und Dolmen); insgesamt mehr als 100 Steine‚ (darunter auch Findlinge) aus der Region versetzt wurden.
Der Kalvarienberg wurde auf Initiative von Abbé Jacques Cotteux (1835–1905) zwischen 1871 und 1892 aus Steinen errichtet, die in den Gemeinden Saint-Vincent-des-Landes, Saint-Aubin-des-Châteaux, Treffieux und Lusanger unter großem Aufwand besorgt wurden. Die Anlage ist dreieckig. Eine seiner Seiten verläuft 50 m entlang der Straße. Ein Hügel von 8 m Höhe und 36 m Umfang dominiert die Westseite.
Einer der Transporte ist überliefert. In Lusanger gab es einen etwa 3,0 m hohen und 2,5 m breiten Menhir, der an das südliche Tor der Kalvarie von Louisfert versetzt wurde. Ein erster Versuch, den Block zu versetzen, schlug 1872 fehl. Ein Jahr später wurde der Block mit einem Karrenwagen abtransportiert. Der Konvoi benutzte bis zu zwölf Paar Ochsen. Die 12 km lange Fahrt nach Louisfert dauerte drei Wochen und war mit Zwischenfällen behaftet. Zweimal brachen die Räder. Der Menhir von Lusanger ist erkennbar, weil er die Büste von St. Jacques trägt. Cotteux zerstörte Menhire und Dolmen „um die Spuren der früheren blutrünstigen Kulte verschwinden zu lassen“. Am Ende seines Lebens, das mit Selbstmord endete, befiel ihn der Wahnsinn.

## Kontext
Auf Konzilen in Arles, Tours oder Mainz wurde der Steinkult verdammt. Die Synodalenbeschlüsse warnten davor an den Steinen zu opfern. Es wurde sogar mit Exkommunizierung gedroht. Auf dem Konzil von Nantes 658 bis 660 erfolgte die Weisung, die heidnischen Steine verschwinden zu lassen. Viele Steine wurden durch Priester zerstört, beschädigt oder vergraben.